# ایفرحونن

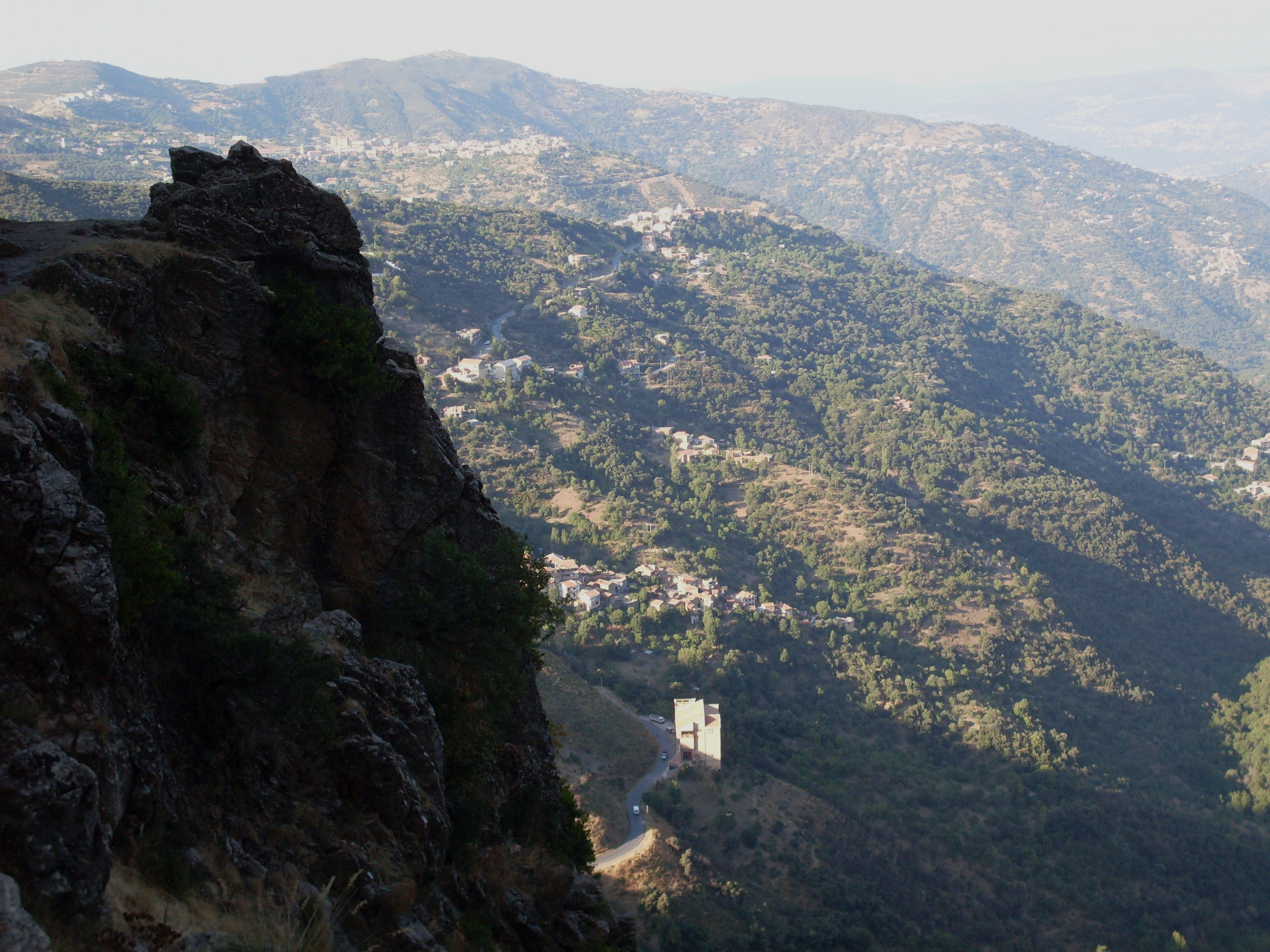
نما از دشت‌های ایفرحونن از جاده ملی ۱۵

ایفرحونن (به عربی: إیفرحونن) یک شهرداری در الجزایر است که در استان تیزی وزو واقع شده‌است.